# Tellervo Koivisto
Taimi Tellervo Koivisto , nascida Kankaanranta (2 de janeiro de 1929) em Punkalaidun, é viúva do nono Presidente da Finlândia Mauno Koivisto e ex-membro do Parlamento finlandês, representando o Partido Social-Democrata da Finlândia.

## Vida
Tellervo Koivisto nasceu de uma família de agricultores no município finlandês ocidental de Punkalaidun na região de Satakunta. Ela foi casada com Mauno Koivisto em 1952. Koivisto se formou na Escola de Turku de Economia em 1953 e trabalhou como professor desde 1954. Em 1957, ela se tornou uma dona de casa, quando a filha Assi nasceu.
No final dos anos 1960 e início dos anos 1970 Koivisto era ativa na organização feminista YHDISTYS 9 e trabalhou como colunista da revista notícias Suomen Kuvalehti 1968-1972. Ela tornou-se membro do parlamento finlandês nas eleição de 1972, mas se retirou o parlamento depois de uma temporada e concorreu a Câmara Municipal de Helsínquia, em 1976. Durante o mandato presidencial de seu marido, Tellervo Koivisto estava mais focada em questões sociais e trabalhos de caridade e ela assumiu posição ceremonial da primeira-dama.
Em sua autobiografia 1999 Koivisto falou abertamente de sua depressão e bullying escolar.

## Honras
- Ordem da Rosa Branca da Finlândia
- Ordem de St. Olav
- Ordem da Cruz de Terra Mariana

## Obras literais
- Elämän siivellä: lehtiä Päiväkirjan de 1970.
- Sivut uudet Päiväkirjan de 1999.

## Ligações Externas
- Koivisto, Tellervo (1929 -) biografia nacional da Finlândia. (Finlandês)